# 생체공학
생체공학(生體工學, 영어: bionics, biologically inspired engineering)은 자연에서 발견될 수 있는 생명체의 과학적 방식과 시스템을 연구에 적용하는 학문으로 현대 기술이나 공학의 디자인 방면에서 활용된다.
bionic이라는 말은 1958년 Jack E. Steele에 의해 처음 사용되었는데, 기술용어인 bion('생명의 단위'를 의미하는고대 그리스어(βίος)에서 유래함.)에 '~와 같은'또는 '~의 방식으로'를 의미하는 접미사 -ic이 결합되어 결과적으로 '생명처럼'을 의미하는 단어이다. 그러나 몇몇 사전에서는biology(생물학) 과 electronics(전자공학)의 합성어로 보기도 한다. 생체공학은 마틴 카이딘(Martin Caidin)의 소설 사이보그를 바탕으로 하여 제작된 1970년대 TV 프로그램인 6백만불의 사나이와 소머즈로 유명세를 타게 되었다.
생체공학 옹호자들에 따르면 생명체와 공학의 기술적 전환은 바람직하다. 왜냐하면 진화의 압박은 항시 동물군과 식물군을 포함한 생명체들이 더 효율적이고 최적화되도록 가해진다. 고전적인 예시를 들자면 연꽃의 잎은 끈적거리지 않고 물과 같은 것을 흘려버리는 연잎 효과를 가지도록 진화한 것을 볼 수 있다.
Ekso bionics가 현재 개발하고 있는 것은 군인과 대마비환자를 위해한 착용할 수 있는 지능적 로봇에 들어가는 인공 외골격의 연구이다.
생체모방이라는 용어는 화학적 반응에 대해 언급할 때 더 선호되는 말이다. 이런 맥락에서, 생체 모방적 화학은 생명체 밖에서 비교적 작은 분자를 이용해 모방이 가능한 생물의 고분자(ex.효소 또는 핵산)들을 포함하는 반응을 말하는 것이다.
공학에서 생체 공학의 예시를 들자면, 돌고래의 두꺼운 피부를 모방한 보트의 선체가 있으며, 박쥐의 초음파를 이용한 탐지를 모방한 소나, 레이다, 그리고 의학적 초음파 역시 이에 해당한다.
컴퓨터 과학의 분야를 보면, 생체 공학에 대한 연구는 인공 뉴런, 인공신경망 그리고 떼 지능을 이룩하였다. 진화 연산 역시 생체 공학에서 모티브를 얻었지만 인실리코 진화 시뮬레이션과 자연에서 한 번도 나타나지 않은 최적화된 해결책을 만들어냄으로써 더 상위의 발전을 이루었다.
바스 대학교 기계공학부의 생체모방학 그룹의 교수인 즐리안 빈센트는 "현재에 이르러 단지 생물학과 기술사이에 12%의 공통점만 있다."고 평가했다.

## 방식

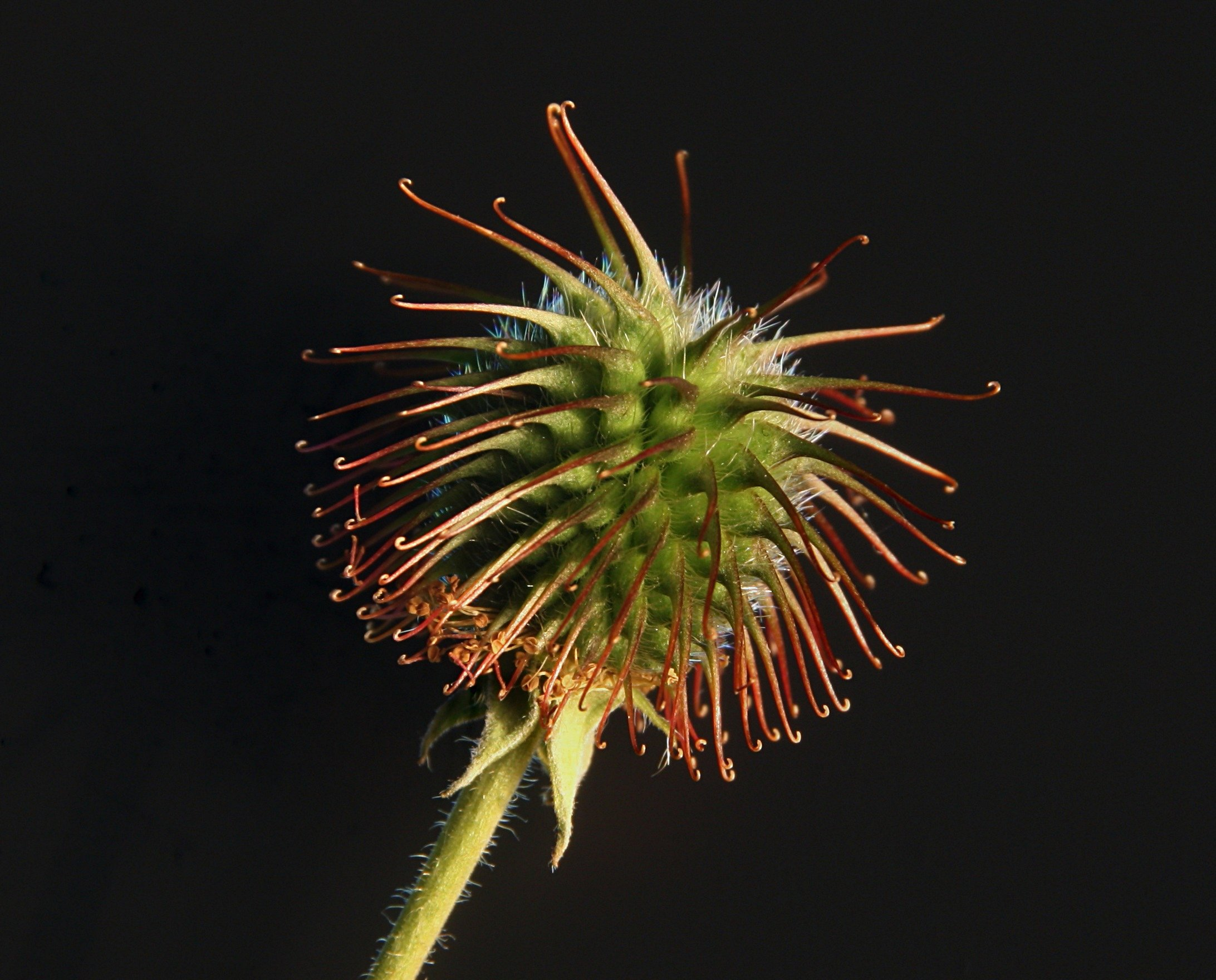
벨크로burs

종종, 생체공학의 연구는 단지 생명체의 구조를 모방하는 것이라기 보다는 자연에서 발견되는 기능을 시행가는 것을 예시로 가진다.예를 들면, 컴퓨터 과학에서, 사이버네틱스는 피드백을 모델링하려고 하였고 지능을 가진 행위가 내제되어 있는 매커니즘을 통제하려한다. 반면에 인공지능은 지성을 가진 기능을 취해질 수 있는 특정한 방식에 관계 없이 모델링한다.
자연에 존재하는 유기체와 생체계의 예시들과 매커니즘에 대한 인지적 모방은 사례기반추론(CBR)이 적용된 형식으로, 자연을 이미 작동하는 해결책의 정보집합체로 본다. 옹호자들은 선택압은 모든 생명체들이 실패를 최소화하고 제거하는 것이라고 주장한다.
비록 대부분의 공학은 생체모방의 형식으로 말해질 수 있음에도 불구하고, 이 분야의 현대적 기원은 보통 버크민스터 풀러가 기여했다고 본다 그리고 이는 재닌 베닌스(Janine Benyus)의 연구에 의해 분야가 성문화되었다고 본다.
대략적으로, 우리는 기술이 모델링된 뒤에 동물군과 식물군에서 세 가지 생물학적 단계를 분류 할 수 있다.
- 자연의 제조 방식을 모방하는 것
- 자연에서 발견되는 매커니즘을 모방하는 것
- 조직적 원리들을 유기체의 사회적 행위로부터 연구하는 것(새들의 '플로킹'이나 개미가 먹이를 찾는 방식 그리고 물고기들의 떼 지능 등이 있다.)

## 예시
- 벨크로는 생체모방의 가장 유명한 예시이다. 1948년, 스위스의 공학자 George de Mestral는 개와 산책 후 개에게 산우엉 가시가 붙어있는 것을 떼어내 주다가 가시의 후크 모양에서 벨크로의 영감을 얻었다.

- 벌목꾼용 칼의 뿔 모양, 톱 이빨 모양의 디자인은 19세로의 전환점에서 나무를 베기 위해 사용되었으며(이 때는 여전히 손으로 벌목작업을 했다), 나무를 파는 풍뎅이를 관찰한 결과물이다. 이는 산업에서 혁명을 가져왔는데 칼이 나무를 너무 빨리 베어내서 그랬다고 한다.

- Cat's eye reflectors는 Percy Shaw가 1935년에 발명했는데, 물론 고양이 눈의 매커니즘을 연구한 결과였다. 그는 고양이들이 tapetum lucidum이라고 불리는 가장 작은 비트의 빛도 반사할 수 있는 반사 시스템을 가지고 있다는 것을 발견했다.

- 레오나르도 다 빈치의 비행기와 날아다니는 배는 일찍이 공학에서 자연으로부터 영감을 얻은 예시가 된다.

- 레실린은 고무의 대용품으로 절지동물에서 발견되는 물질을 연구한 끝에 만들어졌다.

- Julian Vincent는 구과 식물의 방울에 대한 연구에서 영감을 얻어 2004년에 온도가 변함에 따라 이에 적응하는 "스마트" 의류를 만들었다. 그는 "나는 변하는 모양에 따라 수분의 변화에 만응하는 무생물 시스템을 원했다.", "식물에는 이러한 시스템이 몇 개 있지만, 대부분이 너무 작다- 솔방울이 가장 크로 따라서 작업하기에 가장 용이했다."라고 말했다. 솔방울은 시를 퍼뜨리기 위해 습도가 올라갈수록 펼쳐진다. "스마트" 직물은 같은 작용을 한다. 착용자의 체온이 따뜻하고 땀을 흘리면 열리고 체온이 내려갈 때는 닫힌다

- 펜실베니아 주립 대학에서 생체 모방 과학자들에 의해 2004년에 디자인 된 속도와 비행 시간에 따라 모양을 변경 "항공기 날개를 모핑."모핑 날개는 다르게 그들은 비행하는 속도에 따라 날개를 형성한 다른 조류에 의해 영감을 했다.항공기 날개의 형상 및 하부 구조를 변경하기 위하여, 연구자들은 상부 피부는 서로 미끄러 수 물고기 영감 비늘 날개를 피복하여 설계 않는, 변경할 수 있도록 할 필요가 있었다. 어떤면에서 이것은 스윙 날개 디자인의 세련미이다.

연잎 표면, rendered: 현미경을 본 모습

- 일부 페인트와 지붕 타일 메커니즘은 연잎에서 복사하여 자동 세척 될 수 있도록 설계되었다.[3]

- 콜레 스테 릭 액정 S (CLCs)는 종종 수조 온도계 또는 무드 링의, 온도 변화와 함께 변화하는 색상을 제조하는 데 사용되는 박막 재료이다. 자신의 분자가 배치되어 있기 때문에 그들은 색상을 변경 나선형 또는 키랄 배열하고 나선 구조 변경의 온도가 피치는 빛의 다른 파장의 반영 . 유리 섬유, 광섬유, 키랄 포토닉스사 유기 CLCs의 자기 조립 구조체를 추상화하고 있다. 무기 트위스트의 작은 길이를 이용하여 유사한 광 디바이스를 생성한다.

- 나노 구조과의 빛나는 색상을 만드는 물리적 메커니즘 나비 날개를 재현한 실리에에 의해 그렉 파커, 사우 샘프 턴의 대학에서 전자 공학 및 컴퓨터 과학 교수 연구 학생 루카 플래트 광자 정보 캐리어 대신 전자 등을 사용하여 전자는 포토닉스의 분야에서.

- 블루 모토 나비의 날개 구조를 공부하고는 빛을 반사하는 방식은 물을 통해 금속에서 읽을 수 있다.RFID 태그를 만들 수 모방했다.[4]

- 나비의 날개 구조는 폭발물을 감지 할 수 있는 새로운 나노 센서의 창조를 고무시켰다.[5]

- Neuromorphic 칩, 실리콘 망막 e 또는 와우 전자를 모델로 배선을 갖추고 실시간 신경망. S.à을: 연결.

- Technoecosystems 또는 'EcoCyborg'시스템은 생태 학적 기능을 모방하는 기술들에 대한 자연 생태 공정의 결합을 포함한다. 이것은 자기 조절 하이브리드 시스템의 생성 결과[6] 이 분야에 대한 연구가 하워드 T. Odum[7] 전기 회로의 구성 요소 사이의 에너지 흐름과 유사한 것으로 생태계의 구조 및 emergy 동성을 인식.

- 의료 접착제 관련된 접착제 및 작은 나노 머리카락 도마뱀 붙이의 발에서 볼 수있는 물리적 구조를 기반으로 개발되고 있다.

- 컴퓨터 바이러스도 자기 복제 및 보급으로 프로그램 중심의 정보를 억제하기 위해 자신의 방법으로 생물학적 바이러스와 열세에 유사성을 보여준다.

- 의 냉각 시스템 이스트 게이트 센터 하라레에, 건물은 매우 효율적 수동 냉각을 달성하기 위해 흰개미 마운드를 모델로 했다.

- 홍합 수 접착제 바위, 부두에 충실하고 보트 피 영감을 생체 접착제 젤 선체 vessels.[8]

- 생체 공학의 분야를 통해 훨씬 더 큰 민첩성과 다른 장점을 가진 새로운 항공기 디자인은 만들 수 있다. 이 항목은 실험 생물학 저널의 기사에서 제프 Spedding와 앤더스 Hedenström에 의해 설명되었다. [저자 = 존 J. Videler | | 제목 = 조류 비행 | 유사 문이 또한 존 Videler와 [[Eize Stamhuis] 자신의 책에 조류 비행[9] 그리고 문서에서 그들은 과학받은 LEV에 대해에 있는[10] 존 Videler 및 Eize Stamhuis 생체 공학 연구를 사용하여, 비행기의 날개에 실제 개선을 일 이후있다. 바이오닉 이러한 연구들 또한 더욱 효율적 헬리콥터 또는 미니어처 무인기 무인 항공기를 생성하기 위해 사용될 수 있다. 이 후자는 브렛의 문서 과학 약에 의해 언급되었다 Hummingbirds.[11] 브레 Tobalske 따라서 지금 간첩에 사용될 수있다 이러한 소형 무인 항공기를 만드는 작업을 시작했다. UC 버클리뿐만 아니라 ESA는 마침내도 비슷한 방향에서 작업을 수행하는 방법 Robofly[12] (소형 UAV)와 Entomopter (도보 크롤링 및 비행할 수 UAV).[13]

## 용어의 특정 용도

### 의학에서
'생체 공학'은 엔지니어링이며 생물학에서는 일종의 계보를 의미하는 용어이다. 따라서, 용어 사용에 약간의 차이점이 있다.
의학에서 생체 공학은 교체 또는 개선을 의미하는데 기계 혹은 기구에 의해 신체와 밀접하게 기능을 하여 본래 능력을 초월하도록 하는 목적으로 한다.
디자인 모델이 생물학적으로 자연에 가깝도록 엔지니어링하도록 시도하는 것이 생체 공학이다. 이러한 접근은 일반적으로 생물학에서 환경에 적응하도록 진화할 것이라는 내용과 밀접한 연관성을 가진다.
생체에 연동하도록 기술은 여전히 초기 단계에 있지만, 몇 가지 생체 공학 항목은 이미 가장 잘 알려진 청각을 위한 장치로 실생활에서 접할 수 있다. 2004년까지 인공 심장이 개발된 사실이 있다. 앞으로의 진행은 나노 기술의 도래와 함께 진일보할 것으로 예상된다. 나노 소자로 잘 알려진 예는 respirocyte, 로버트 프라이 타스에 의해 (아직 온전하지 않지만) 설계 인공 체액이다.
가나에서 Kwabena Boahen은 펜실베니아 대학 '의 생명 공학학과 교수로 재직했다. 펜은 그의 팔년 동안 시력과 관련된 제품을 가공, 개발 했다. 그는 이 시력에 관여하는 제품에 전기 신호를 보내 실리콘으로 이루어진 제품의 전기 신호를 비교, 분석하는 내용의 논문을 작성했다.
2007년 스코틀랜드의 회사 터치 생체 공학은 "I-사지 손"라는 이름의 상용 의수 개발에 착수 했다. 이 회사에 따르면 2010년 5월에 해당 의수는 전 세계 1,200명 이상의 환자가 착용을 희망했다.
니치 인 그룹은 생체 조직 공학에 bimomimicking을 발판 삼아 줄기 세포 및 재생 의학, 의학의 생체 모방 공학에 대한 자세히 다룬다.
2007년 스코틀랜드의 회사 터치 생체 공학은 "I-사지 손으로"라는 이름의 최초의 상용 생체 공학 손을 시작했다. 이 회사에 따르면 2010년 5월에 그것은 1,200 개 이상의 환자에 장착 된 worldwide.
니치 인 그룹은 조직 공학에 bimomimicking의 발판에서 작업하는 줄기 세포 및 재생 의학은 의학의 생체 모방 공학에 대한 자세한 분류를 준된다.

### 정치
생체 모방의 정치 형태는 정치적 국경은 자연 [[생태 지역]이 아니라 인간의 문화 또는 이전 충돌의 결과에 따르는 것을 특징으로 [[생태 지역적 민주주의]이다.
이러한 접근의 비평가들은 종종 [[생태 선택] 자체가 최소화 가난한 모델이라고 주장 제조의 복잡성 또는 충돌, 그리고 [[자유 시장]는 만큼 의식이 협력, 계약 및 표준에 의존 효율에 [-] [성적 선택] 더 유사. [[찰스 다윈 (Charles Darwin)은] 자신이 모두에 균형 된 것을 주장 [[자연 선택] - 그의 동시대 인들은 자유 시장 성공은 설득에 기반하는 것이 솔직한 섹스에 대한 이야기, 또는 어떤 제안을 피할 수 있지만, 값이 아닌.
소비자에게 호소하지만, 시스템을 렌더링하는 인 - 특히이 반세계화 운동, 표준화, 금융 및 마케팅의 결합과 같은 프로세스의 예는 이미 주장은 [[폭주 진화]의 옹호자, 에너지와 원자재의 사용에서 비효율적. 생체 모방, 그들은 주장 기본 효율을 회복 할 수 있는 효과적인 전략이다.
생체 모방은 자연 자본주의의 두 번째 원칙이다.

### 의학에서
'생체 공학'은 엔지니어링이며 생물학에서는 일종의 계보를 의미하는 용어이다. 따라서, 용어 사용에 약간의 차이점이 있다.
의학에서 생체 공학은 교체 또는 개선을 의미하는데 기계 혹은 기구에 의해 신체와 밀접하게 기능을 하여 본래 능력을 초월하도록 하는 목적으로 한다.
디자인 모델이 생물학적으로 자연에 가깝도록 엔지니어링하도록 시도하는 것이 생체 공학이다. 이러한 접근은 일반적으로 생물학에서 환경에 적응하도록 진화할 것이라는 내용과 밀접한 연관성을 가진다.
생체에 연동하도록 기술은여전히 초기 단계에 있지만, 몇 가지 생체 공학 항목은 이미 가장 잘 알려진 청각을 위한 장치로 실생활에서 접할 수 있다. 2004년까지 인공 심장이 개발된 사실이 있다. 앞으로의 진행은 나노 기술의 도래와 함께 진일보할 것으로 예상된다. 나노 소자로 잘 알려진 예는 respirocyte, 로버트 프라이 타스에 의해 (아직 온전하지 않지만) 설계 인공 체액이다.
가나에서 Kwabena Boahen은 펜실베니아 대학 '의 생명 공학학과 교수로 재직했다. 펜은 그의 팔년 동안 시력과 관련된 제품을 가공, 개발했다. 그는 이 시력에 관여하는 제품에 전기 신호를 보내 실리콘으로 이루어진 제품의 전기 신호를 비교, 분석하는 내용의 논문을 작성했다.
2007년 스코틀랜드의 회사 터치 생체 공학은 "I-사지 손"라는 이름의 상용 의수 개발에 착수했다. 이 회사에 따르면 2010년 5월에 해당 의수는 전 세계 1,200명 이상의 환자가 착용을 희망했다.
니치 인 그룹은 생체 조직 공학에 bimomimicking을 발판 삼아 줄기 세포 및 재생 의학, 의학의 생체 모방 공학에 대한 자세히 다룬다.
2007년 스코틀랜드의 회사 터치 생체 공학은 "I-사지 손으로"라는 이름의 최초의 상용 생체 공학 손을 시작했다. 이 회사에 따르면 2010년 5월에 그것은 1,200 개 이상의 환자에 장착 된 worldwide.
니치 인 그룹은 조직 공학에 bimomimicking의 발판에서 작업하는 줄기 세포 및 재생 의학은 의학의 생체 모방 공학에 대한 자세한 분류를 준된다.

## 같이 보기
- 바이오메카트로닉스
- 의공학
- 생체모방
- 생물리학
- 생명공학기술
- 사이보그
- 기술의 역사
- 이식물
- 보철
- 터미네이터 (캐릭터)